# Колликвационный некроз
Колликвационный некроз (от лат. colliquatio — разжижение, расплавление) — тип некроза, при котором консистенция мёртвой ткани дряблая, содержит большое количество жидкости, подвергается миомаляции. Колликвационный некроз развивается в тканях, богатых жидкостью, с высокой активностью гидролитических ферментов, например очаг серого размягчения головного мозга.
Микроскопическая картина при таком некрозе значительно зависит от органа и ткани, в котором происходит данный патологический процесс. При этом следует отличать от колликвационного некроза влажную гангрену, которая макроскопически его напоминает, но при её развитии разжижение мертвой ткани происходит вторично, из-за колонизации её гноеродными бактериями. В процессе некроза происходит массивный кариорексис, что приводит к более интенсивной окраске пораженной ткани гематоксилином, однако подобная патологическая реакция происходит не во всех случаях.
Клинические признаки некроза развиваются довольно быстро, в первые сутки у больного наблюдается коллатеральная гиперемия, сохраняющееся довольно долгое время. Вокруг некротизированной ткани формируется воспалительный вал, ткань инфильтрируется полиморфноядерными нейтрофилами. Растет концентрация гистоцитов и макрофагов. Все эти иммунные клетки предназначены для уничтожения и сорбции некротического очага. После того как очаг санирован, тканевой дефект закрывается вторичным натяжением. Как правило, формируется соединительно-тканный рубец, исключением является некроз тканей, способных к полной регенерации.